# Ithil
Ithil, o Isil, es el nombre que el escritor británico J. R. R. Tolkien da a la luna en la mitología de su legendarium. 
Según esta mitología, la luna al igual que el sol (al que se llama Anar), es creada luego de la destrucción de los Dos Árboles de Valinor y depositada en los cielos por Tilion, hecho que consagró el comienzo de la Primera Edad del Sol. La luna ascendió en un primer momento sobre Valinor, por el Oeste del mundo, pero luego Varda decidió cambiar esto y, de ahí en adelante, Ithil apareció cada noche por el Este como aún lo hace en nuestros días.
La Luna es un objeto muy importante en la vida de la Tierra Media, según Tolkien. Esto se manifiesta por ejemplo, en el nombre del heredero de Elendil, Isildur, que significa «Sirviente de la Luna». Isildur residía en la ciudad de Minas Ithil, cuyo nombre significa «Torre de la Luna».